# Fundación Aena

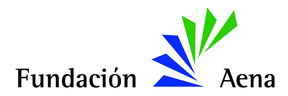
Logotipo de la Fundación Aena.

La Fundación Aena, desde 2016 Fundación ENAIRE, es una organización privada para fomentar la aeronáutica, gestionar el patrimonio histórico y cultural de los aeropuertos de España. Fundada en 1994, tiene su sede social en Madrid. Fruto del proceso de transformación experimentado por la entidad pública empresarial en los últimos años, y en base al Real Decreto Ley 8/2014, de 4 de julio pasó a denominarse ENAIRE, diferenciándose jurídicamente de la sociedad mercantil estatal Aena. Debido a estos cambios estructurales, la Fundación, como institución pública, ha continuado dependiendo de la entidad oficial matriz, adoptando desde 2016 la denominación oficial de Fundación ENAIRE.

## Historia
La Fundación Aena es una institución cultural de ámbito nacional creada por la Entidad Pública Empresarial Aeropuertos Españoles y Navegación Aérea (AENA). Se constituyó el 27 de diciembre de 1994. Por orden del Ministerio de Cultura de 14 de marzo de 1995 está reconocida, clasificada e inscrita como fundación cultural privada, con el carácter de benéfica.
Tras la Ley 50/2002, de 26 de diciembre, de Fundaciones está incluida entre las fundaciones del Sector Público Estatal.

## Organización
La Fundación Aena tiene como órgano rector un Patronato integrado por el presidente y un número de vocales comprendido entre un mínimo de ocho y un máximo de dieciséis, nombrados por el Consejo de Administración de Aena. La Presidencia del Patronato corresponde al Presidente del Consejo de Administración de Aena.
La dirección de la Fundación está encomendada a un director-gerente designado por el Patronato.

## Objetivos
Los objetivos de la Fundación Aena están recogidos en el artículo 4º de sus Estatutos y se pueden ordenar en dos bloques; los de carácter aeronáutico y los relacionados con el arte contemporáneo.

### De carácter aeronáutico
Promover el estudio, la investigación y el conocimiento de las disciplinas relacionadas con los aeropuertos, la navegación y el transporte aéreos, en su dimensión económica, social, territorial y medioambiental, mediante la organización de un amplio conjunto de actividades: premios, jornadas de estudios, publicaciones, convenios de colaboración con otras entidades, etc.

### De carácter artístico
Gestionar el patrimonio artístico, histórico y cultural acumulado en los aeropuertos e infraestructuras del transporte aéreo propias de Aena.
Divulgar las colecciones de arte que constituyen el patrimonio artístico de Aena, mediante la organización de exposiciones y la edición de catálogos, entre otras iniciativas.

## Convocatorias y publicaciones
La Fundación convoca anualmente los "Premios Fundación Aena" y celebra las "Jornadas de Estudios Históricos Aeronáuticos". Además de diversas monografías, edita semestralmente la revista Aena-Arte.

## Premios
Seis modalidades de premios de la Fundación Aena reconocen trabajos dedicados a la aeronáutica.

### Emilio Herrera
El premio más importante de la fundación es en honor al científico, aviador, militar y político Emilio Herrera. Es de base trienal, y está dotado de un premio de 60.000€. Los candidatos tendrán notoriedad nacional o internacional en algunos de los ámbitos de la aeronáutica y habiendo logrado contribuir en su especialidad para el desarrollo de la misma. Deben tener nacionalidad española y haber desempeñado su labor profesional en España, Europa o en algún país iberoamericano. Las candidaturas son propuestas por colectivos, organizaciones profesionales o empresariales, instituciones científicas, universidades, centros de enseñanza o investigación.
1. edición (1996): Carlos Sánchez Tarifa como reconocimiento a su prolongado ejercicio profesional con dedicación preferente a la aeronáutica.
2. edición (1999): Gregorio Millán Barbany y José María Román Arroyo por sus méritos en su ejercicio profesional en el campo de la aeronáutica.
3. edición (2002): José Luis López Ruiz y Martín Cuesta Álvarez, concedido ex aequo a dos personalidades destacadas en el mundo aeronáutico.
4. edición (2005): Amable Liñán Martínez, profesor e investigador, concedido ex aequo y al historiador y general del Ejército del Aire Jesús María Salas Larrazábal.
5. edición (2008): Manuel Abejón Adámez, catedrático de la Escuela Técnica Superior de Ingenieros Aeronáuticos de la Universidad Politécnica de Madrid.

### Juan de la Cierva
De periodicidad bienal y dotado con 24.000€, se otorga a aquellos estudios o investigaciones de carácter tecnológico que supongan una importante aportación práctica a la aeronáutica en general.

### Premio Luis Azcárraga
Se concede cada año a aquellos estudios, trabajos o proyectos que constituyan una contribución singular para el transporte aéreo. Está dotado con 12.000€.

### José Ramón López Villares
Premia anualmente un máximo de cuatro proyectos fin de carrera, dotados con 3.000€ cada uno: dos de tema aeroportuario y dos sobre navegación aérea.

### Premio de periodismo
Dotado con 12.000€, premia trabajos periodísticos en prensa escrita, radio o televisión, así como en soporte digital o publicaciones en internet, relacionados con el transporte y la navegación aérea.

### Premio de fotografía
La Fundación Aena concede tres premios, de 12.000€, 7.000€ y 4.000€, a las mejores fotografías originales de tema libre. El jurado selecciona siete más para incluir en la edición de un catálogo.